# Psychoglypha avigo
Psychoglypha avigo är en nattsländeart som först beskrevs av Ross 1941.  Psychoglypha avigo ingår i släktet Psychoglypha och familjen husmasknattsländor. Inga underarter finns listade i Catalogue of Life.